# Rectavit Series 2019-2020
Navigation
2018-2019 2020-2021
Les Rectavit Series 2019-2020 est la huitième édition des Rectavit Series (auparavant Soudal Classics). Elles ont lieu du 6 octobre 2019 à Neerpelt au 26 février 2020 à Waregem et comprend cinq manches masculines et féminines. Toutes les épreuves font partie du calendrier de la saison de cyclo-cross 2019-2020 masculine et féminine et se déroulent exclusivement en Belgique. Contrairement aux autres compétitions, par exemple le Superprestige ou la Coupe du monde de cyclo-cross, aucun point n'est attribué, il n'y a pas non plus de classement général ni de vainqueur général.

## Résultats

### Hommes
| Date             | Lieu                         | Vainqueur            | Second                 | Troisième         |
| ---------------- | ---------------------------- | -------------------- | ---------------------- | ----------------- |
| 6 octobre 2019   | Grand Prix de Pelt, Pelt     | Laurens Sweeck       | Quinten Hermans        | Lars van der Haar |
| 11 novembre 2019 | Jaarmarktcross Niel, Niel    | Mathieu van der Poel | Laurens Sweeck         | Thijs Aerts       |
| 21 décembre 2019 | Waaslandcross, Saint-Nicolas | Mathieu van der Poel | Quinten Hermans        | Thomas Pidcock    |
| 22 février 2020  | Cyclocross Leuven, Louvain   | Toon Aerts           | Michael Vanthourenhout | Lars van der Haar |
| 26 février 2020  | Cyclocross Masters, Waregem  | Eli Iserbyt          | Toon Aerts             | Laurens Sweeck    |

### Femmes
| Date             | Lieu                         | Vainqueur                  | Second            | Troisième                |
| ---------------- | ---------------------------- | -------------------------- | ----------------- | ------------------------ |
| 6 octobre 2019   | Grand Prix de Pelt, Pelt     | Ceylin del Carmen Alvarado | Yara Kastelijn    | Shirin van Anrooij       |
| 11 novembre 2019 | Jaarmarktcross Niel, Niel    | Lucinda Brand              | Katherine Compton | Marion Norbert Riberolle |
| 21 décembre 2019 | Waaslandcross, Saint-Nicolas | Sanne Cant                 | Aniek van Alphen  | Blanka Kata Vas          |
| 22 février 2020  | Cyclocross Leuven, Louvain   | Denise Betsema             | Annemarie Worst   | Sanne Cant               |
| 26 février 2020  | Cyclocross Masters, Waregem  | Denise Betsema             | Ellen Van Loy     | Laura Verdonschot        |